# Sông Cần Giuộc
Sông Cần Giuộc (hay sông Rạch Cát, sông Phước Lộc) là một dòng sông nhỏ, chảy qua địa phận Thành phố Hồ Chí Minh (quận 8 và huyện Bình Chánh) và tỉnh Long An (huyện Cần Giuộc và Cần Đước). Đoạn chảy qua Thành phố Hồ Chí Minh của dòng sông này dài khoảng 10 km từ ngã ba sông Chợ Đệm đến cầu Ông Thìn, sau đó chảy trên địa phận tỉnh Long An, tiếp giáp nhiều kênh rạch của lưu vực sông Vàm Cỏ và sông Soài Rạp. Tới địa phận xã Phước Đông, huyện Cần Đước thì gặp kênh Nước Mặn nối với sông Vàm Cỏ rồi tiếp tục chảy theo hướng Đông ra sông Soài Rạp.
Xuôi dòng sông này, nếu đi theo phía Đông có thể ra sông Xoài Rạp, phía Nam ra sông Vàm Cỏ, phía Bắc ra sông Chợ Đệm, ra Kinh Đôi và từ đó ra sông Sài Gòn. Tính từ lưu vực sông Vàm Cỏ đến sông Chợ Đệm, tổng chiều dài dòng sông này khoảng 38 km. Có lưu vực vận tải khoảng 56 m³/s.
Dòng sông này còn có trận đánh lịch sử giữa quân Pháp - Việt năm 1858, Văn tế nghĩa sĩ Cần Giuộc cũng là một tác phẩm liên quan đến dòng sông này do Nguyễn Đình Chiểu sáng tác.